# The Eras Tour
The Eras Tour(디 에라스 투어)는 미국의 싱어송라이터 테일러 스위프트의 여섯 번째 콘서트 투어이다. 지난 모든 앨범 테마들을 아우른 다는 의미에서 투어 명칭이 'Eras'로 정해졌다. 첫 무대는 2023년 3월 17, 18일 애리조나주 글랜데일 소재 스테이트팜 스타디움에서 열렸다.
2023년 8월 기준, 전 세계 음악사상 가장 높은 수익을 거둔 여성 음악가 콘서트 투어이자, 두 번째로 높은 수익을 거둔 콘서트 투어로 기록되었다.
2023년 7월, 인원 7만 여명이 운집한 시애틀 루멘 필드 콘서트에서 규모 2.3 지진에 맞먹는 땅 흔들림이 측정되어 전 세계적인 화제가 되었다.
2023년 10월, 공연 실황을 담은 테일러 스위프트: 디 에라스 투어가 전 세계 극장 개봉되어 영화사상 가장 높은 수익을 거둔 콘서트 영화가 되었다.

## 세트리스트

### 2023년 3월 17일～2024년 3월 9일
Act I：『Lover』

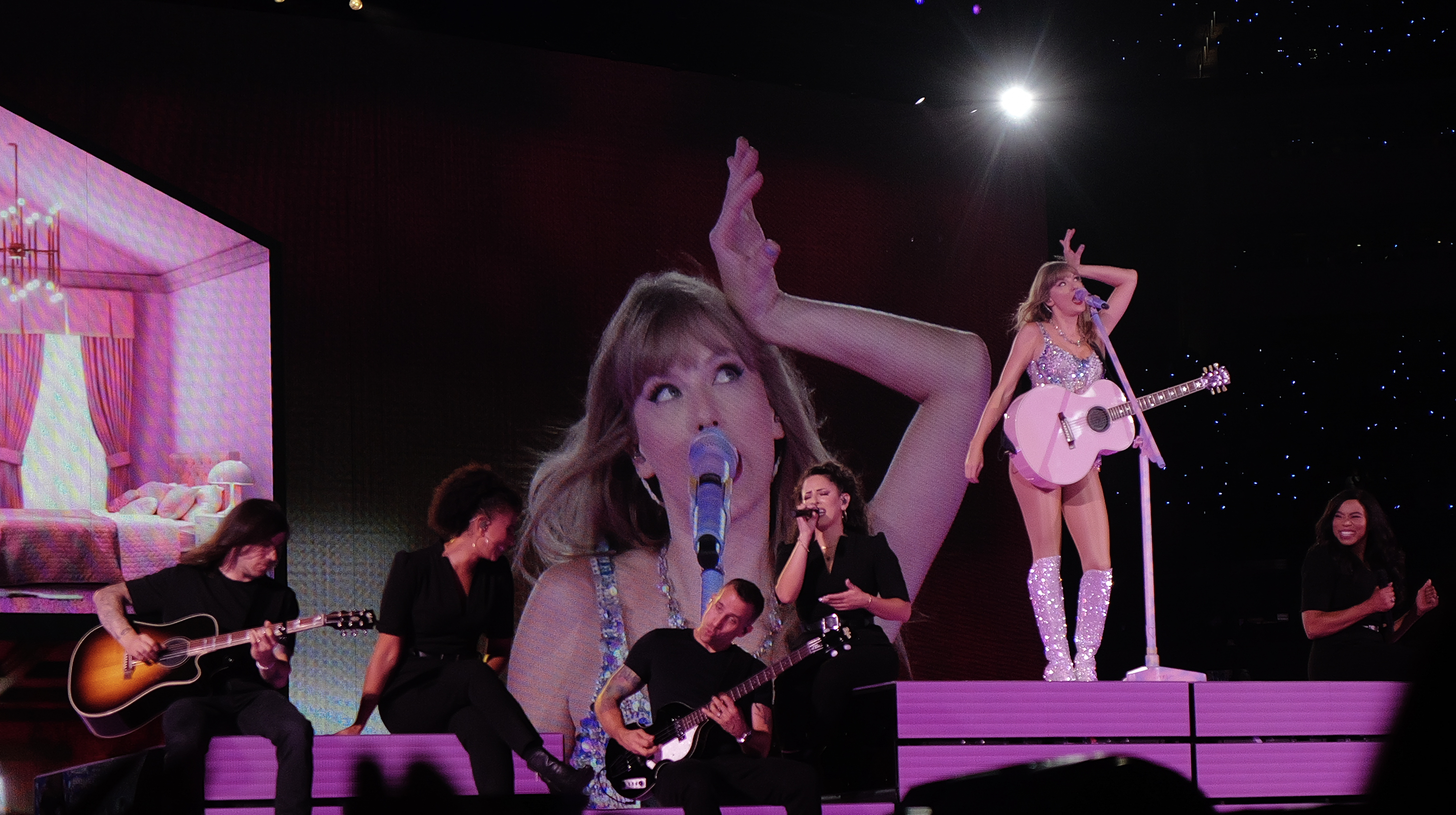
2023년 테일러 스위프트의 쇼

1. "Miss Americana & the Heartbreak Prince"
2. "Cruel Summer"
3. "The Man"
4. "You Need to Calm Down"
5. "Lover"
6. "The Archer"

Act II：『Fearless』
1. "Fearless"
2. "You Belong with Me"
3. "Love Story"

Act III：『evermore』
1. "'tis the damn season"
2. "willow"
3. "marjorie"
4. "champagne problems"
5. "tolerate it"

Act IV：『Reputation』
1. "...Ready for It?"
2. "Delicate"
3. "Don't Blame Me"
4. "Look What You Made Me Do"

Act V：『Speak Now』
1. "Enchanted"
2. "Long Live"(2023년 7월 7일 추가)

Act VI：『Red』
1. "22"
2. "We Are Never Ever Getting Back Together"
3. "I Knew You Were Trouble"
4. "All Too Well (10 Minutes Version)"

Act VII：『Folklore』
1. "the 1"
2. "betty"
3. "the last great american dynasty"
4. "august"
5. "illicit affairs"
6. "my tear ricochet"
7. "cardigan"

Act VIII：『1989』
1. "Style"
2. "Blank Space"
3. "Shake It Off"
4. "Wildest Dreams"
5. "Bad Blood"

Act IX：어쿠스틱 세션
1. 기타 어쿠스틱 곡
2. 피아노 어쿠스틱 곡

Act X：『Midnights』
1. "Lavender Haze"
2. "Anti-Hero"
3. "Midnight Rain"
4. "Vigilante Shit"
5. "Bejeweled"
6. "Mastermind"
7. "Karma"

### 2024년 5월 9일～2024년 12월 8일
Act I：『Lover』

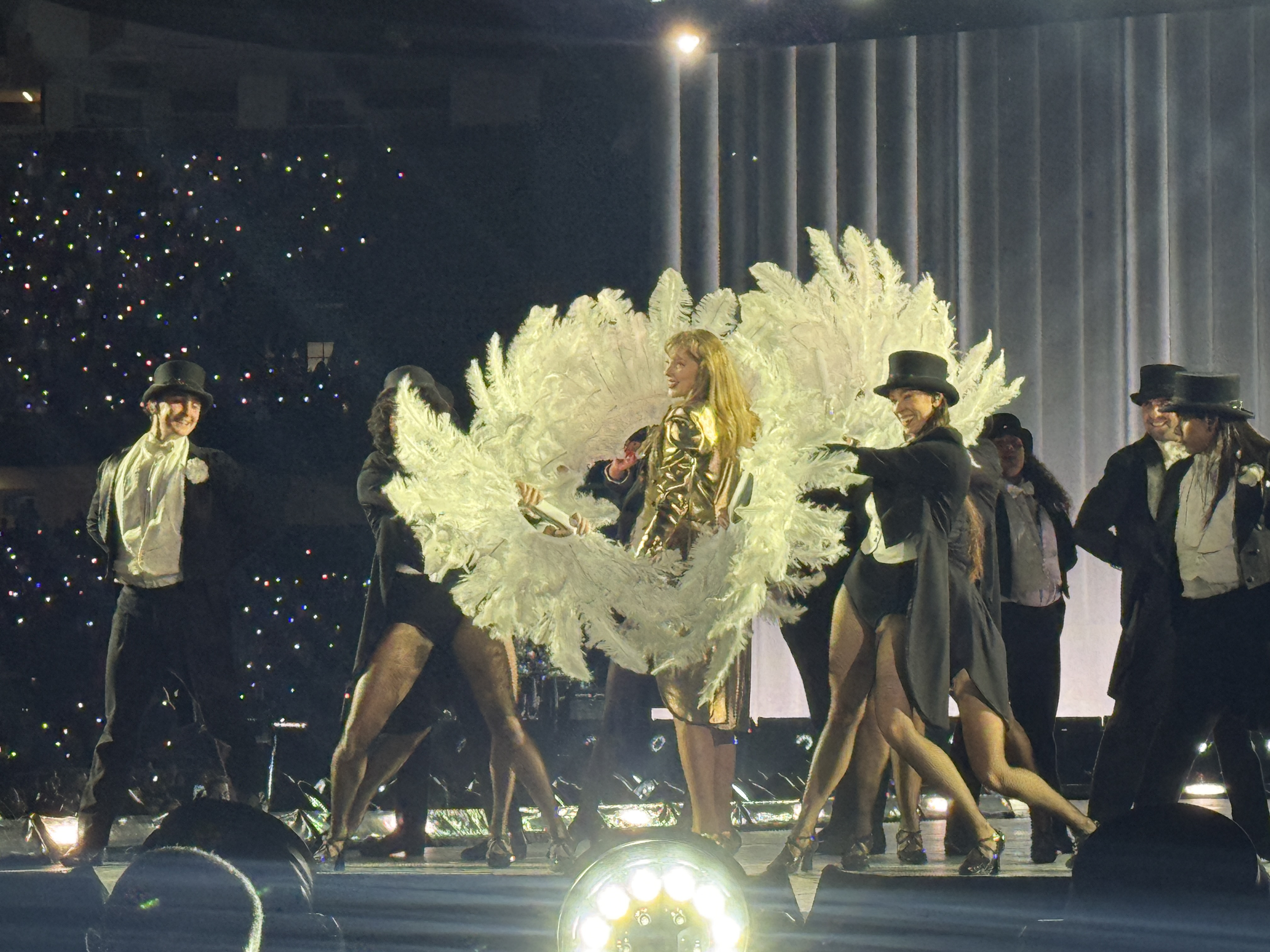
2024년 테일러 스위프트의 쇼

1. "Miss Americana & the Heartbreak Prince"
2. "Cruel Summer"
3. "The Man"
4. "You Need to Clam Down"
5. "Lover"

Act II：『Fearless』
1. "Fearless"
2. "You Belong with Me"
3. "Love Story"

Act III：『Red』
1. "22"
2. "We Are Never Ever Getting Back Together"
3. "I Knew You Were Trouble"
4. "All Too Well (10 Minutes Version)"

Act IV：『Speak Now』
1. "Enchanted"

Act V：『Reputation』
1. "...Ready for It?"
2. "Delicate"
3. "Don't Blame Me"
4. "Look What You Made Me Do"

Act VI：『folklore』 과 『evermore』
1. "cardigan"
2. "betty"
3. "champagne problems"
4. "august"
5. "illicit affairs"
6. "my tear ricochet"
7. "marjorie"
8. "willow"

Act VII：『1989』
1. "Style"
2. "Blank Space"
3. "Shake It Off"
4. "Wildest Dreams"
5. "Bad Blood"

Act VIII：『The Tortured Poets Department』
1. "But Daddy I Love Him"
2. "So High School"
3. "Who's Afraid of Little Old Me?"
4. "Down Bad"
5. "Fortnight"
6. "The Smallest Man Who Ever Lived"
7. "I Can Do It with a Broken Heart"

Act IX：어쿠스틱 세션
1. 기타 어쿠스틱 곡
2. 피아노 어쿠스틱 곡

Act X：『Midnights』
1. "Lavender Haze"
2. "Anti-Hero"
3. "Midnight Rain"
4. "Vigilante Shit"
5. "Bejeweled"
6. "Mastermind"
7. "Karma"

## 일정 목록
| 날짜 (2023) | 도시             | 국가       | 장소                              | 오프닝 공연                       | 관객 (티켓 판매 수 / 수용량 수) |
| ----------- | ---------------- | ---------- | --------------------------------- | --------------------------------- | ------------------------------- |
| 3월 17일    | 글렌데일         | 미국       | 스테이트팜 스타디움               | 파라모어 게일                     | 140,000 / 140,000               |
| 3월 18일    | 글렌데일         | 미국       | 스테이트팜 스타디움               | 파라모어 게일                     | 140,000 / 140,000               |
| 3월 24일    | 라스베이거스     | 미국       | 얼리전트 스타디움                 | 비바두비 게일                     | 빈칸                            |
| 3월 25일    | 라스베이거스     | 미국       | 얼리전트 스타디움                 | 비바두비 게일                     | 빈칸                            |
| 3월 31일    | 알링턴           | 미국       | AT&T 스타디움                     | MUNA 게일                         | 210,607 / 210,607               |
| 4월 1일     | 알링턴           | 미국       | AT&T 스타디움                     | 비바두비 그레이시 에이브럼스      | 210,607 / 210,607               |
| 4월 2일     | 알링턴           | 미국       | AT&T 스타디움                     | 비바두비 그레이시 에이브럼스      | 210,607 / 210,607               |
| 4월 13일    | 탬파             | 미국       | 레이먼드 제임스 스타디움          | 비바두비 게일                     | 206,459 / 206,459               |
| 4월 14일    | 탬파             | 미국       | 레이먼드 제임스 스타디움          | 비바두비 그레이시 에이브럼스      | 206,459 / 206,459               |
| 4월 15일    | 탬파             | 미국       | 레이먼드 제임스 스타디움          | 비바두비 그레이시 에이브럼스      | 206,459 / 206,459               |
| 4월 21일    | 휴스턴           | 미국       | NRG 스타디움                      | 비바두비 그레이시 에이브럼스      | 216,660 / 216,000               |
| 4월 22일    | 휴스턴           | 미국       | NRG 스타디움                      | 비바두비 그레이시 에이브럼스      | 216,660 / 216,000               |
| 4월 23일    | 휴스턴           | 미국       | NRG 스타디움                      | 비바두비 그레이시 에이브럼스      | 216,660 / 216,000               |
| 4월 28일    | 애틀랜타         | 미국       | 메르세데스-벤츠 스타디움          | 비바두비 그레이시 에이브럼스      | 210,000 / 210,000               |
| 4월 29일    | 애틀랜타         | 미국       | 메르세데스-벤츠 스타디움          | 비바두비 그레이시 에이브럼스      | 210,000 / 210,000               |
| 4월 30일    | 애틀랜타         | 미국       | 메르세데스-벤츠 스타디움          | MUNA 게일                         | 210,000 / 210,000               |
| 5월 5일     | 내슈빌           | 미국       | 닛산 스타디움                     | 피비 브리저스 그레이시 에이브럼스 | 213,000 / 213,000               |
| 5월 6일     | 내슈빌           | 미국       | 닛산 스타디움                     | 피비 브리저스 게일                | 213,000 / 213,000               |
| 5월 7일     | 내슈빌           | 미국       | 닛산 스타디움                     | 빈칸                              | 213,000 / 213,000               |
| 5월 12일    | 필라델피아       | 미국       | 링컨 파이낸셜 필드                | 피비 브리저스 게일                | 202,700 / 202,700               |
| 5월 13일    | 필라델피아       | 미국       | 링컨 파이낸셜 필드                | 피비 브리저스 게일                | 202,700 / 202,700               |
| 5월 14일    | 필라델피아       | 미국       | 링컨 파이낸셜 필드                | 피비 브리저스 그레이시 에이브럼스 | 202,700 / 202,700               |
| 5월 19일    | 폭스버러         | 미국       | 질레트 스타디움                   | 피비 브리저스 게일                | 200,000 / 200,000               |
| 5월 20일    | 폭스버러         | 미국       | 질레트 스타디움                   | 피비 브리저스 게일                | 200,000 / 200,000               |
| 5월 21일    | 폭스버러         | 미국       | 질레트 스타디움                   | 피비 브리저스 그레이시 에이브럼스 | 200,000 / 200,000               |
| 5월 26일    | 이스트러더퍼드   | 미국       | 메트라이프 스타디움               | 피비 브리저스 게일                | 217,635 / 217,635               |
| 5월 27일    | 이스트러더퍼드   | 미국       | 메트라이프 스타디움               | 피비 브리저스 그레이시 에이브럼스 | 217,635 / 217,635               |
| 5월 28일    | 이스트러더퍼드   | 미국       | 메트라이프 스타디움               | 피비 브리저스 오웬                | 217,635 / 217,635               |
| 5월 28일    | 시카고           | 미국       | 솔저 필드                         | 걸 인 레드 오웬                   | 150,000 / 150,000               |
| 6월 3일     | 시카고           | 미국       | 솔저 필드                         | 걸 인 레드 오웬                   | 150,000 / 150,000               |
| 6월 4일     | 시카고           | 미국       | 솔저 필드                         | MUNA 그레이시 에이브럼스          | 150,000 / 150,000               |
| 6월 9일     | 디트로이트       | 미국       | 포드 필드                         | 걸 인 레드 그레이시 에이브럼스    | 118,661 / 118,661               |
| 6월 10일    | 디트로이트       | 미국       | 포드 필드                         | 걸 인 레드 오웬                   | 118,661 / 118,661               |
| 6월 16일    | 피츠버그         | 미국       | 애크리슈어 스타디움               | 걸 인 레드 그레이시 에이브럼스    | 146,234 / 146,234               |
| 6월 17일    | 피츠버그         | 미국       | 애크리슈어 스타디움               | 걸 인 레드 오웬                   | 146,234 / 146,234               |
| 6월 23일    | 미니애폴리스     | 미국       | U.S. 뱅크 스타디움                | 걸 인 레드 그레이시 에이브럼스    | 128,906 / 128,906               |
| 6월 24일    | 미니애폴리스     | 미국       | U.S. 뱅크 스타디움                | 걸 인 레드 오웬                   | 128,906 / 128,906               |
| 6월 30일    | 신시내티         | 미국       | 페이코 스타디움                   | MUNA 그레이시 에이브럼스          | 130,000 / 130,000               |
| 7월 1일     | 신시내티         | 미국       | 페이코 스타디움                   | MUNA                              | 130,000 / 130,000               |
| 7월 7일     | 캔자스시티       | 미국       | GEHA 필드 앳 애로헤드 스타디움    | MUNA 그레이시 에이브럼스          | 110,000 / 110,000               |
| 7월 8일     | 캔자스시티       | 미국       | GEHA 필드 앳 애로헤드 스타디움    | MUNA 그레이시 에이브럼스          | 110,000 / 110,000               |
| 7월 14일    | 덴버             | 미국       | 임파워 필드 앳 마일하이           | MUNA 그레이시 에이브럼스          | 150,000 / 150,000               |
| 7월 15일    | 덴버             | 미국       | 임파워 필드 앳 마일하이           | MUNA 그레이시 에이브럼스          | 150,000 / 150,000               |
| 7월 22일    | 시애틀           | 미국       | 루멘 필드                         | 하임 그레이시 에이브럼스          | 144,342 / 144,342               |
| 7월 23일    | 시애틀           | 미국       | 루멘 필드                         | 하임 그레이시 에이브럼스          | 144,342 / 144,342               |
| 7월 28일    | 샌타클래라       | 미국       | 리바이스 스타디움                 | 하임 그레이시 에이브럼스          | 140,000 / 140,000               |
| 7월 29일    | 샌타클래라       | 미국       | 리바이스 스타디움                 | 하임 그레이시 에이브럼스          | 140,000 / 140,000               |
| 8월 3일     | 로스앤젤레스     | 미국       | 소파이 스타디움                   | 하임 그레이시 에이브럼스          | 420,000 / 420,000               |
| 8월 4일     | 로스앤젤레스     | 미국       | 소파이 스타디움                   | 하임 오웬                         | 420,000 / 420,000               |
| 8월 5일     | 로스앤젤레스     | 미국       | 소파이 스타디움                   | 하임 게일                         | 420,000 / 420,000               |
| 8월 7일     | 로스앤젤레스     | 미국       | 소파이 스타디움                   | 하임 그레이시 에이브럼스          | 420,000 / 420,000               |
| 8월 8일     | 로스앤젤레스     | 미국       | 소파이 스타디움                   | 하임 그레이시 에이브럼스          | 420,000 / 420,000               |
| 8월 9일     | 로스앤젤레스     | 미국       | 소파이 스타디움                   | 하임 게일                         | 420,000 / 420,000               |
| 8월 24일    | 멕시코시티       | 멕시코     | 포로 솔                           | 사브리나 카펜터                   | 180,000 / 180,000               |
| 8월 25일    | 멕시코시티       | 멕시코     | 포로 솔                           | 사브리나 카펜터                   | 180,000 / 180,000               |
| 8월 26일    | 멕시코시티       | 멕시코     | 포로 솔                           | 사브리나 카펜터                   | 180,000 / 180,000               |
| 8월 27일    | 멕시코시티       | 멕시코     | 포로 솔                           | 사브리나 카펜터                   | 180,000 / 180,000               |
| 11월 9일    | 부에노스아이레스 | 아르헨티나 | 에스타디오 모누멘탈               | 사브리나 카펜터 LOUTA             | 220,000 / 220,000               |
| 11월 11일   | 부에노스아이레스 | 아르헨티나 | 에스타디오 모누멘탈               | 사브리나 카펜터 LOUTA             | 220,000 / 220,000               |
| 11월 12일   | 부에노스아이레스 | 아르헨티나 | 에스타디오 모누멘탈               | 사브리나 카펜터 LOUTA             | 220,000 / 220,000               |
| 11월 17일   | 리우데자네이루   | 브라질     | 이스타디우 올림피쿠 니우통 산투스 | 사브리나 카펜터                   | 180,000 / 180,000               |
| 11월 19일   | 리우데자네이루   | 브라질     | 이스타디우 올림피쿠 니우통 산투스 | 사브리나 카펜터                   | 180,000 / 180,000               |
| 11월 20일   | 리우데자네이루   | 브라질     | 이스타디우 올림피쿠 니우통 산투스 | 사브리나 카펜터                   | 180,000 / 180,000               |
| 11월 24일   | 상파울루         | 브라질     | 알리안츠 파르키                   | 사브리나 카펜터                   | 150,000 / 150,000               |
| 11월 25일   | 상파울루         | 브라질     | 알리안츠 파르키                   | 사브리나 카펜터                   | 150,000 / 150,000               |
| 11월 26일   | 상파울루         | 브라질     | 알리안츠 파르키                   | 사브리나 카펜터                   | 150,000 / 150,000               |

| 날짜 (2024) | 도시           | 국가           | 장소                           | 오프닝 공연              | 관객 (티켓 판매 수 / 수용량 수) |
| ----------- | -------------- | -------------- | ------------------------------ | ------------------------ | ------------------------------- |
| 2월 7일     | 도쿄도         | 일본           | 도쿄 돔                        | 빈칸                     | 220,000 / 220,000               |
| 2월 8일     | 도쿄도         | 일본           | 도쿄 돔                        | 빈칸                     | 220,000 / 220,000               |
| 2월 9일     | 도쿄도         | 일본           | 도쿄 돔                        | 빈칸                     | 220,000 / 220,000               |
| 2월 10일    | 도쿄도         | 일본           | 도쿄 돔                        | 빈칸                     | 220,000 / 220,000               |
| 2월 16일    | 멜버른         | 오스트레일리아 | 멜버른 크리켓 그라운드         | 사브리나 카펜터          | 288,000 / 288,000               |
| 2월 17일    | 멜버른         | 오스트레일리아 | 멜버른 크리켓 그라운드         | 사브리나 카펜터          | 288,000 / 288,000               |
| 2월 18일    | 멜버른         | 오스트레일리아 | 멜버른 크리켓 그라운드         | 사브리나 카펜터          | 288,000 / 288,000               |
| 2월 23일    | 시드니         | 오스트레일리아 | 스타디움 오스트레일리아        | 빈칸                     | 320,000 / 320,000               |
| 2월 24일    | 시드니         | 오스트레일리아 | 스타디움 오스트레일리아        | 사브리나 카펜터          | 320,000 / 320,000               |
| 2월 25일    | 시드니         | 오스트레일리아 | 스타디움 오스트레일리아        | 사브리나 카펜터          | 320,000 / 320,000               |
| 2월 26일    | 시드니         | 오스트레일리아 | 스타디움 오스트레일리아        | 사브리나 카펜터          | 320,000 / 320,000               |
| 3월 2일     | 싱가포르       | 싱가포르       | 싱가포르 국립경기장            | 사브리나 카펜터          | 378,000 / 378,000               |
| 3월 3일     | 싱가포르       | 싱가포르       | 싱가포르 국립경기장            | 사브리나 카펜터          | 378,000 / 378,000               |
| 3월 4일     | 싱가포르       | 싱가포르       | 싱가포르 국립경기장            | 사브리나 카펜터          | 378,000 / 378,000               |
| 3월 7일     | 싱가포르       | 싱가포르       | 싱가포르 국립경기장            | 사브리나 카펜터          | 378,000 / 378,000               |
| 3월 8일     | 싱가포르       | 싱가포르       | 싱가포르 국립경기장            | 사브리나 카펜터          | 378,000 / 378,000               |
| 3월 9일     | 싱가포르       | 싱가포르       | 싱가포르 국립경기장            | 사브리나 카펜터          | 378,000 / 378,000               |
| 5월 9일     | 파리           | 프랑스         | P파리 라데팡스 아레나          | 파라모어                 | 180,000 / 180,000               |
| 5월 10일    | 파리           | 프랑스         | P파리 라데팡스 아레나          | 파라모어                 | 180,000 / 180,000               |
| 5월 11일    | 파리           | 프랑스         | P파리 라데팡스 아레나          | 파라모어                 | 180,000 / 180,000               |
| 5월 12일    | 파리           | 프랑스         | P파리 라데팡스 아레나          | 파라모어                 | 180,000 / 180,000               |
| 5월 17일    | 스톡홀름       | 스웨덴         | 프렌즈 아레나                  | 파라모어                 | 178,679 / 178,679               |
| 5월 18일    | 스톡홀름       | 스웨덴         | 프렌즈 아레나                  | 파라모어                 | 178,679 / 178,679               |
| 5월 19일    | 스톡홀름       | 스웨덴         | 프렌즈 아레나                  | 파라모어                 | 178,679 / 178,679               |
| 5월 24일    | 리스본         | 포르투갈       | 이스타디우 다 루스             | 파라모어                 | 120,000 / 120,000               |
| 5월 25일    | 리스본         | 포르투갈       | 이스타디우 다 루스             | 파라모어                 | 120,000 / 120,000               |
| 5월 29일    | 마드리드       | 스페인         | 에스타디오 산티아고 베르나베우 | 파라모어                 | 130,000 / 130,000               |
| 5월 30일    | 마드리드       | 스페인         | 에스타디오 산티아고 베르나베우 | 파라모어                 | 130,000 / 130,000               |
| 6월 2일     | 리옹           | 프랑스         | 파르크 올랭피크 리요네         | 파라모어                 | 122,000 / 122,000               |
| 6월 3일     | 리옹           | 프랑스         | 파르크 올랭피크 리요네         | 파라모어                 | 122,000 / 122,000               |
| 6월 7일     | 에든버러       | 스코틀랜드     | 머리필드 스타디움              | 파라모어                 | 219,000 / 219,000               |
| 6월 8일     | 에든버러       | 스코틀랜드     | 머리필드 스타디움              | 파라모어                 | 219,000 / 219,000               |
| 6월 9일     | 에든버러       | 스코틀랜드     | 머리필드 스타디움              | 파라모어                 | 219,000 / 219,000               |
| 6월 13일    | 리버풀         | 잉글랜드       | 안필드                         | 파라모어                 | 186,000 / 186,000               |
| 6월 14일    | 리버풀         | 잉글랜드       | 안필드                         | 파라모어                 | 186,000 / 186,000               |
| 6월 15일    | 리버풀         | 잉글랜드       | 안필드                         | 파라모어                 | 186,000 / 186,000               |
| 6월 18일    | 카디프         | 웨일스         | 밀레니엄 스타디움              | 파라모어                 | 70,000 / 70,000                 |
| 6월 21일    | 런던           | 잉글랜드       | 웸블리 스타디움                | 파라모어 메테            | 753,112 / 753,112               |
| 6월 22일    | 런던           | 잉글랜드       | 웸블리 스타디움                | 파라모어 그리프          | 753,112 / 753,112               |
| 6월 23일    | 런던           | 잉글랜드       | 웸블리 스타디움                | 파라모어 벤슨 분         | 753,112 / 753,112               |
| 6월 28일    | 더블린         | 아일랜드       | 아비바 스타디움                | 파라모어                 | 150,000 / 150,000               |
| 6월 29일    | 더블린         | 아일랜드       | 아비바 스타디움                | 파라모어                 | 150,000 / 150,000               |
| 6월 30일    | 더블린         | 아일랜드       | 아비바 스타디움                | 파라모어                 | 150,000 / 150,000               |
| 7월 4일     | 암스테르담     | 네덜란드       | 요한 크라위프 아레나           | 파라모어                 | 165,000 / 165,000               |
| 7월 5일     | 암스테르담     | 네덜란드       | 요한 크라위프 아레나           | 파라모어                 | 165,000 / 165,000               |
| 7월 6일     | 암스테르담     | 네덜란드       | 요한 크라위프 아레나           | 파라모어                 | 165,000 / 165,000               |
| 7월 9일     | 취리히         | 스위스         | 레치그룬트                     | 파라모어                 | 95,000 / 95,000                 |
| 7월 10일    | 취리히         | 스위스         | 레치그룬트                     | 파라모어                 | 95,000 / 95,000                 |
| 7월 13일    | 밀라노         | 이탈리아       | 스타디오 주세페 메아차         | 파라모어                 | 160,000 / 160,000               |
| 7월 14일    | 밀라노         | 이탈리아       | 스타디오 주세페 메아차         | 파라모어                 | 160,000 / 160,000               |
| 7월 17일    | 겔젠키르헨     | 독일           | 펠틴스 아레나                  | 파라모어                 | 180,000 / 180,000               |
| 7월 18일    | 겔젠키르헨     | 독일           | 펠틴스 아레나                  | 파라모어                 | 180,000 / 180,000               |
| 7월 19일    | 겔젠키르헨     | 독일           | 펠틴스 아레나                  | 파라모어                 | 180,000 / 180,000               |
| 7월 23일    | 함부르크       | 독일           | 폴크스파르크슈타디온           | 파라모어                 | 100,000 / 100,000               |
| 7월 24일    | 함부르크       | 독일           | 폴크스파르크슈타디온           | 파라모어                 | 100,000 / 100,000               |
| 7월 27일    | 뮌헨           | 독일           | 올림피아슈타디온 뮌헨          | 파라모어                 | 148,000 / 148,000               |
| 7월 28일    | 뮌헨           | 독일           | 올림피아슈타디온 뮌헨          | 파라모어                 | 148,000 / 148,000               |
| 8월 1일     | 바르샤바       | 폴란드         | 바르샤바 국립경기장            | 파라모어                 | 195,000 / 195,000               |
| 8월 2일     | 바르샤바       | 폴란드         | 바르샤바 국립경기장            | 파라모어                 | 195,000 / 195,000               |
| 8월 3일     | 바르샤바       | 폴란드         | 바르샤바 국립경기장            | 파라모어                 | 195,000 / 195,000               |
| 8월 15일    | 런던           | 잉글랜드       | 웸블리 스타디움                | 파라모어 소피아 이셀라   | 753,112 / 753,112               |
| 8월 16일    | 런던           | 잉글랜드       | 웸블리 스타디움                | 파라모어 홀리 험버스톤   | 753,112 / 753,112               |
| 8월 17일    | 런던           | 잉글랜드       | 웸블리 스타디움                | 파라모어 수키 워터하우스 | 753,112 / 753,112               |
| 8월 19일    | 런던           | 잉글랜드       | 웸블리 스타디움                | 파라모어 메이지 피터스   | 753,112 / 753,112               |
| 8월 20일    | 런던           | 잉글랜드       | 웸블리 스타디움                | 파라모어 레이            | 753,112 / 753,112               |
| 10월 18일   | 마이애미       | 미국           | 하드록 스타디움                | 그레이시 에이브럼스      | 183,000 / 183,000               |
| 10월 19일   | 마이애미       | 미국           | 하드록 스타디움                | 그레이시 에이브럼스      | 183,000 / 183,000               |
| 10월 20일   | 마이애미       | 미국           | 하드록 스타디움                | 그레이시 에이브럼스      | 183,000 / 183,000               |
| 10월 25일   | 뉴올리언스     | 미국           | 시저스 슈퍼돔                  | 그레이시 에이브럼스      | 195,000 / 195,000               |
| 10월 26일   | 뉴올리언스     | 미국           | 시저스 슈퍼돔                  | 그레이시 에이브럼스      | 195,000 / 195,000               |
| 10월 27일   | 뉴올리언스     | 미국           | 시저스 슈퍼돔                  | 그레이시 에이브럼스      | 195,000 / 195,000               |
| 11월 1일    | 인디애나폴리스 | 미국           | 루카스 오일 스타디움           | 그레이시 에이브럼스      | 207,000 / 207,000               |
| 11월 2일    | 인디애나폴리스 | 미국           | 루카스 오일 스타디움           | 그레이시 에이브럼스      | 207,000 / 207,000               |
| 11월 3일    | 인디애나폴리스 | 미국           | 루카스 오일 스타디움           | 그레이시 에이브럼스      | 207,000 / 207,000               |
| 11월 14일   | 토론토         | 캐나다         | 로저스 센터                    | 그레이시 에이브럼스      | 287,220 / 287,220               |
| 11월 15일   | 토론토         | 캐나다         | 로저스 센터                    | 그레이시 에이브럼스      | 287,220 / 287,220               |
| 11월 16일   | 토론토         | 캐나다         | 로저스 센터                    | 그레이시 에이브럼스      | 287,220 / 287,220               |
| 11월 21일   | 토론토         | 캐나다         | 로저스 센터                    | 그레이시 에이브럼스      | 287,220 / 287,220               |
| 11월 22일   | 토론토         | 캐나다         | 로저스 센터                    | 그레이시 에이브럼스      | 287,220 / 287,220               |
| 11월 23일   | 토론토         | 캐나다         | 로저스 센터                    | 그레이시 에이브럼스      | 287,220 / 287,220               |
| 12월 6일    | 밴쿠버         | 캐나다         | BC 플레이스                    | 그레이시 에이브럼스      | 160,000 / 160,000               |
| 12월 7일    | 밴쿠버         | 캐나다         | BC 플레이스                    | 그레이시 에이브럼스      | 160,000 / 160,000               |
| 12월 8일    | 밴쿠버         | 캐나다         | BC 플레이스                    | 그레이시 에이브럼스      | 160,000 / 160,000               |
| 총합        | 총합           | 총합           | 총합                           | 총합                     | 10,328,327 / 10,328,327 (100%)  |

### 취소된 공연
| 날짜 (2024) | 도시 | 국가       | 장소                   | 이유                    | 참고문헌 |
| ----------- | ---- | ---------- | ---------------------- | ----------------------- | -------- |
| 8월 8일     | 빈   | 오스트리아 | 에른스트 하펠 슈타디온 | 2024년 비엔나 테러 음모 | [ 11 ]   |
| 8월 9일     | 빈   | 오스트리아 | 에른스트 하펠 슈타디온 | 2024년 비엔나 테러 음모 | [ 11 ]   |
| 8월 10일    | 빈   | 오스트리아 | 에른스트 하펠 슈타디온 | 2024년 비엔나 테러 음모 | [ 11 ]   |